# Вентогирус
Вентоги́рус (лат. Ventogyrus chistyakovi) — вид животных эдиакарской биоты из типа петалонам, единственный в роде Ventogyrus. Окаменелости впервые обнаружены в Архангельской области в среднем течении реки Онеги ленинградским геологом В. Г. Чистяковым в середине 1980-х годов. В дальнейшем Д. В. Гражданкиным и А. Ю. Иванцовым обнаружены сотни окаменелостей. В настоящее время является одним из наиболее изученных докембрийских организмов.

## Строение
Вентогирус имел яйцевидное тело, состоящее из трёх одинаковых долей, разделённых продольными перегородками и обладавшее осевой симметрией третьего порядка. От продольных перегородок отходили в два ряда поперечные перегородки, разделявшие организм на отдельные полости. Осевая часть организма представляла собой обособленную полость в виде трёхгранной призмы. На поверхности продольных перегородок и центральной призмы сохранились отпечатки разветвлённой системы проводящих сосудов. На каждой из трёх граней центральной призмы находился центральный ствол проводящей системы, от которого в чередующемся порядке отходили боковые ветви, несколько раз раздваивавшиеся по направлению к внешней поверхности организма. В каждую поперечную полость организма вело отдельное ответвление центрального ствола.

## Окаменелости
В зависимости от сохранности перегородок и степени заполнения камер осадком, вентогирус образует окаменелости разной степени сохранности. Благодаря мягкости влажных песчаников онежского месторождения, окаменелости разламываются по поверхностям, соответствующим перегородкам, что позволяют подробно изучить его внутреннюю структуру.

## Экология
Среди исследователей нет единства относительно экологии вентогируса. Наиболее вероятно, вентогирус был свободноплавающим животным. На заострённом конце тела находился рот, а центральная призма представляла собой пищеварительный орган. Плавание осуществлялось при помощи ресничек, покрывавших наружную часть тела. Три больших поля, расположенных на заднем конце тела, могли нести щупальца, приводимые в движение мышцами, на наличие которых указывают характерные радиально расходящиеся складки. По многим признакам вентогирус схож с современными гребневиками, за исключением трёхлучевой симметрии (гребневики обладают двухлучевой или неполной четырёхлучевой симметрией).
Каких-либо органов для прикрепления к дну у вентогирусов не обнаружено, однако не исключено, что им принадлежат найденные рядом фрагменты трубок, выполнявшие роль прикрепляющего стебля. М. А. Федонкиным высказывалось также предположение, что яйцевидное тело представляло собой поплавок-пневматофор, который поддерживал неизвестный пока организм или колонию организмов.